# Stoczek (Radzyń Podlaski)
Pour les articles homonymes, voir Stoczek.
Stoczek (prononciation [ˈstɔt͡ʂɛk]) est un village de la gmina de Czemierniki du powiat de Radzyń Podlaski dans la voïvodie de Lublin, situé dans l'est de la Pologne.
Il se situe à environ 6 kilomètres à l'est de Czemierniki (siège de la gmina), 15 kilomètres au sud de Radzyń Podlaski (siège du powiat) et 48 kilomètres au nord de Lublin (capitale de la voïvodie).

## Histoire
De 1975 à 1998, le village est attaché administrativement à la voïvodie de Biała Podlaska.

Depuis 1999, il fait partie de la nouvelle voïvodie de Lublin.